# Poul Preben Jørgensen
Poul Preben Jørgensen (Nykøbing Falster, 17 febbraio 1892 – Copenaghen, 6 ottobre 1973) è stato un ginnasta danese.

## Palmarès

### Olimpiadi
- 1 medaglia:
  - 1 bronzo (Stoccolma 1912 nel concorso libero a squadre)